# Двоезёры
Двоезёры — деревня в Меленковском районе Владимирской области России, входит в состав Илькинского сельского поселения.

## География
Деревня расположена в 21 км к юго-западу от Меленок на берегу двух небольших озёр: Василье и Наше.

## История
Деревня Двоезерная впервые упоминается в 1715 году, как вошедшая в приход вновь построенной церкви в селе Пьянгус.
В 1904 году деревня входила в состав Лехтовской волости Меленковского уезда Владимирской губернии и имела 44 двора при численности населения 254 чел.

## Население
| 1859 | 1926 |
| ---- | ---- |
| 144  | 372  |

| 1859 | 1905 | 1926 | 2002 | 2010 | 2021 |
| ---- | ---- | ---- | ---- | ---- | ---- |
| 144  | ↗254 | ↗372 | ↘49  | ↘30  | ↘18  |

## Транспорт и связь
С деревней имеется сообщение только по грунтовым дорогам.
Деревню обслуживает сельское отделение почтовой связи Илькино (индекс 602131).